# Hausmarke

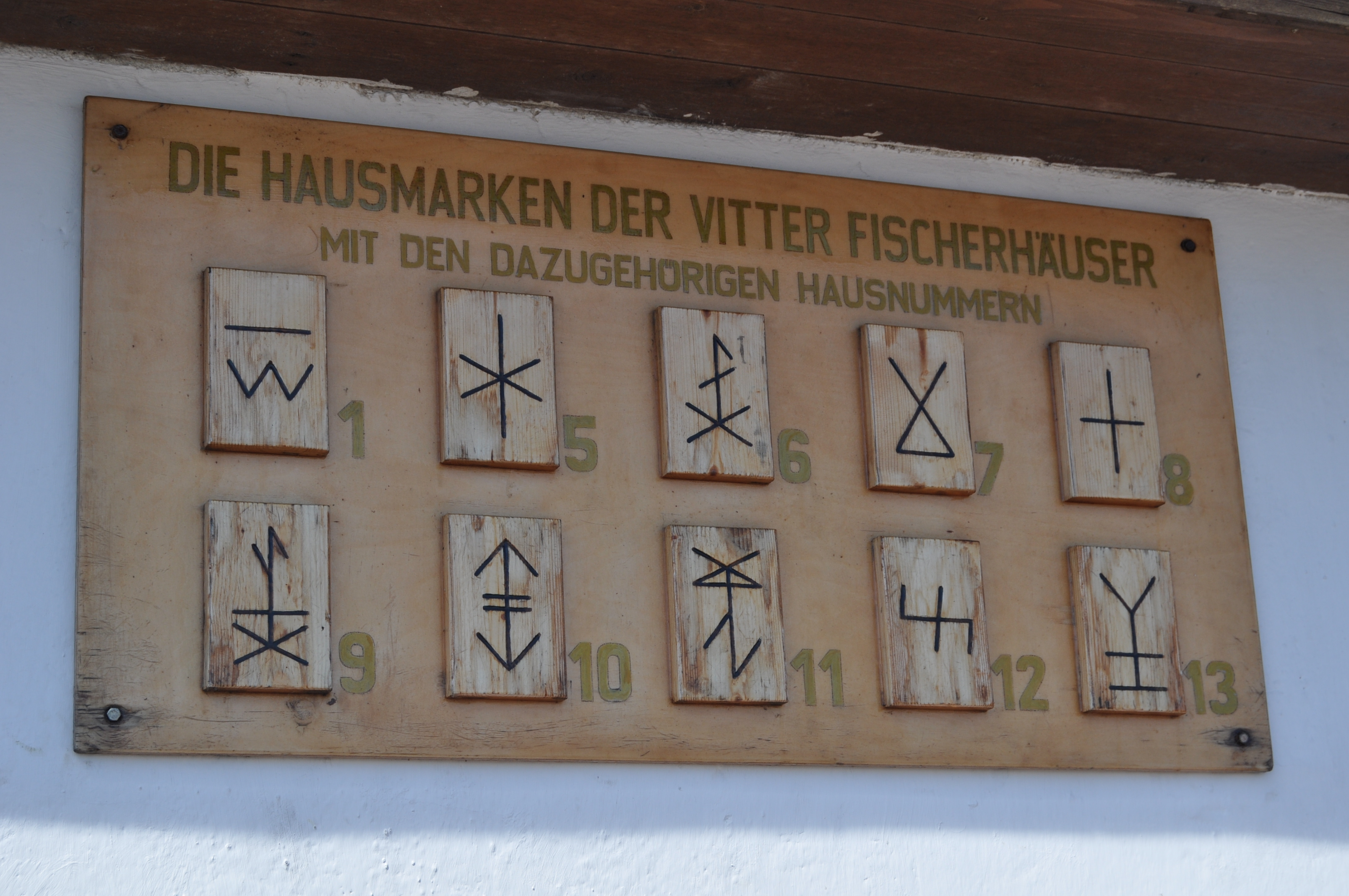
Hausmarken der Fischerhäuser in Vitt auf Rügen

Eine Hausmarke (auch Hauszeichen, Hofzeichen, Handgemal) ist ein Eigentumszeichen, später Sippenzeichen, das an Häusern, Gebäuden und Gegenständen sowie geschlagenem Holz zur Kennzeichnung angebracht ist. Es wurde auch als Signatur in Dokumenten verwendet.

## Geschichte
Ursprünglich handelt es sich um den Steinmetzzeichen verwandte einfache graphische Ritzsymbole, die sich bis in vorheraldische und vorgeschichtliche Zeit zurückverfolgen lassen. Hausmarken sind allein schon wegen der fehlenden Tingierung keine Wappen, können aber, wie seit dem späten Mittelalter belegt, in Wappen verwendete Figuren und Symbole sein. Mit den Wappen gemein ist den Hausmarken die eindeutige Familienzuordnung. Zunächst als Besitz- bzw. Eigentumskennzeichen verwendet, wurden sie innerhalb der jeweiligen Familie weitergegeben und bekamen Symbolcharakter dieser Familie bzw. Sippe. Diese Hausmarken galten für ein ganzes Haus, sowohl im Sinne einer Adelsfamilie als auch im Sinne eines Bauerngutes. Das Symbol war auch ohne Lesekenntnisse erkennbar. Die einzelnen Personen, die dem Haus angehören, personalisieren diese Hausmarke mit einem kleinen Zusatz. Aus diesen Namenskürzeln entwickelt sich im 14. und 15. Jahrhundert die handschriftliche Unterschrift, während die Hausmarke, vom Ritteradel ausgehend, sich allmählich zur gemeinen Figur entwickelt, die im Wappenschild die Familienfarben genauer kennzeichnet. Zusammen mit dem Hausnamen wird sie zum Hausschild, wie es sich bis heute an Wirtshäusern erhalten hat (→ Schildgerechtigkeit).

## Verwendung

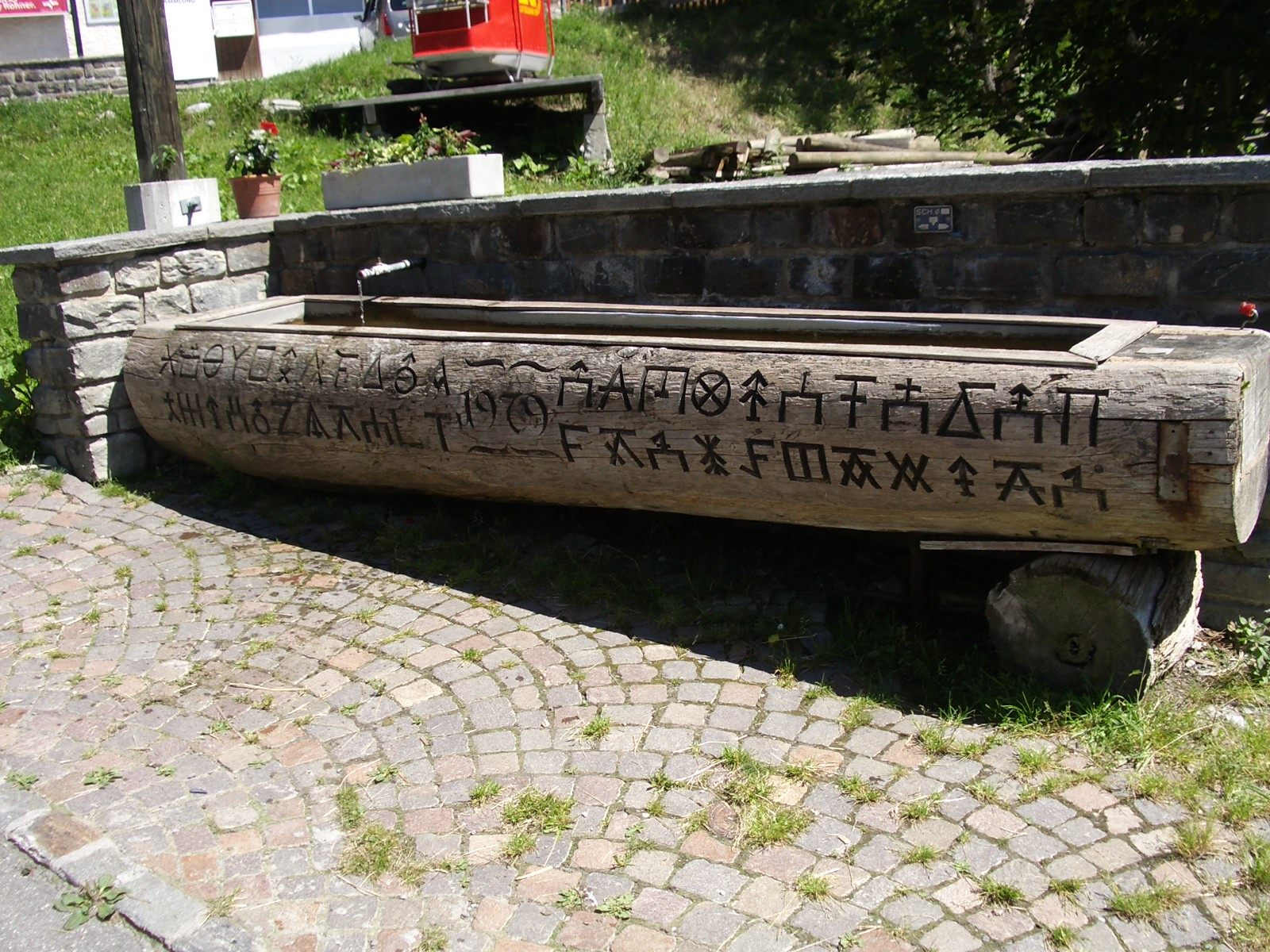
Hausmarken auf Brunnenkasten von Feldis

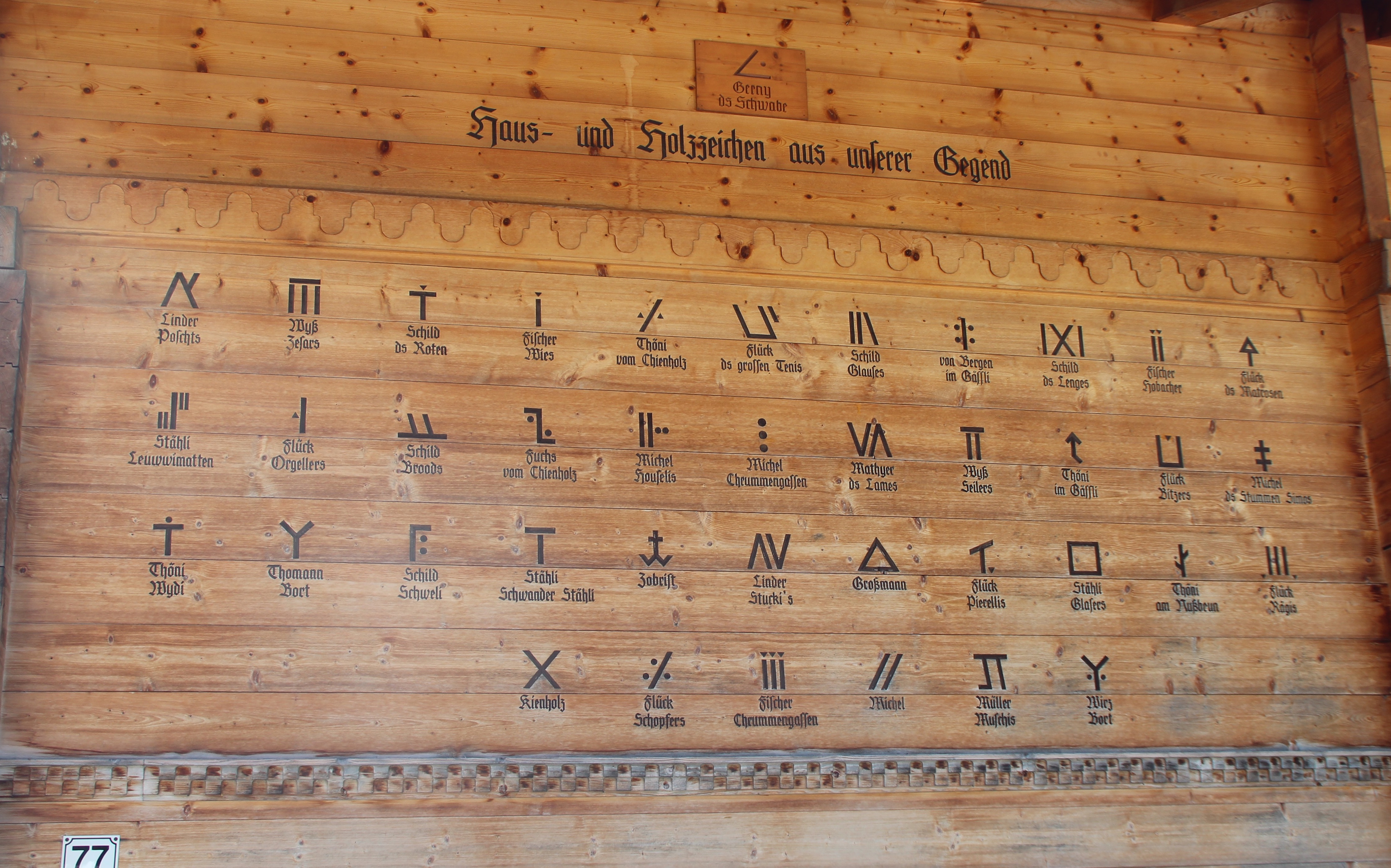
Hauszeichen in Brienz BE

Verwendet wurden Hausmarken als Eigentumszeichen (Hofmarken) an beweglichem und unbeweglichem Gerät in Haus und Hof. In Wappen werden so genannte Doppelhaken als Marksteinzeichen beschrieben. Marksteine (Bedeutung als Schandstein oder Gewicht ist hier unzutreffend) sind Grenz- oder Flursteine, auf denen Symbole des Eigentümers angebracht sind. Hier werden diese Zeichen zu Hausmarken. Hausmarken können mit dem Symbol Mauerhaken gleichgesetzt werden, da die Mauerhaken oder auch Maueranker oft diese Hausmarke tragen. Wappen von Ditzingen, Neckartailfingen und Pleidelsheim sind Beispiele.
Auf Rügen sind Hausmarken seit 1530 urkundlich genannt. Sie waren besonders bei Fischern notwendig, um Reusen, Netze und anderes Zubehör zu kennzeichnen, das oft gemeinschaftlich genutzt wurde. Ersichtlich sind sie noch heute in Vitt, wo sie alle Häuser kennzeichnen. Am Fischerschuppen im Hafen ist ein Schild mit allen Hausmarken vorhanden – siehe Foto. Auf Hiddensee hatten die Hausmarken noch 1976 juristischen Charakter. Die Hausmarken hatten und haben überwiegend lineare Formen und auch besondere Bezeichnungen z. B. „Spadn“ (Spaten) oder „Hahnenfaut mit´n Knäwel“ (Hahnenfuß mit einem Knebel). Hausmarken sind hier nicht personengebunden, sondern wie der Name besagt hausgebunden, auch bei Verkauf an Fremde oder Vererbung an Seitenlinien blieben sie bestehen und rechtswirksam. Manchmal ritzte der neue Besitzer einen Zusatzstrich in das Zeichen.
Als Brandzeichen bei Tieren wurden sie ebenso verwandt wie auf dem Türsturz oder Schlussstein des Wohnhauses, dem Steinkreuz, dem Grabstein wie auch als Handzeichen bei Verträgen und Urkunden. Der fließende Übergang zwischen Haus- und Hofmarken wie Personen- und Sippenzeichen unterscheidet das Markwesen vom Wappenwesen.

## Einfache Hauszeichen

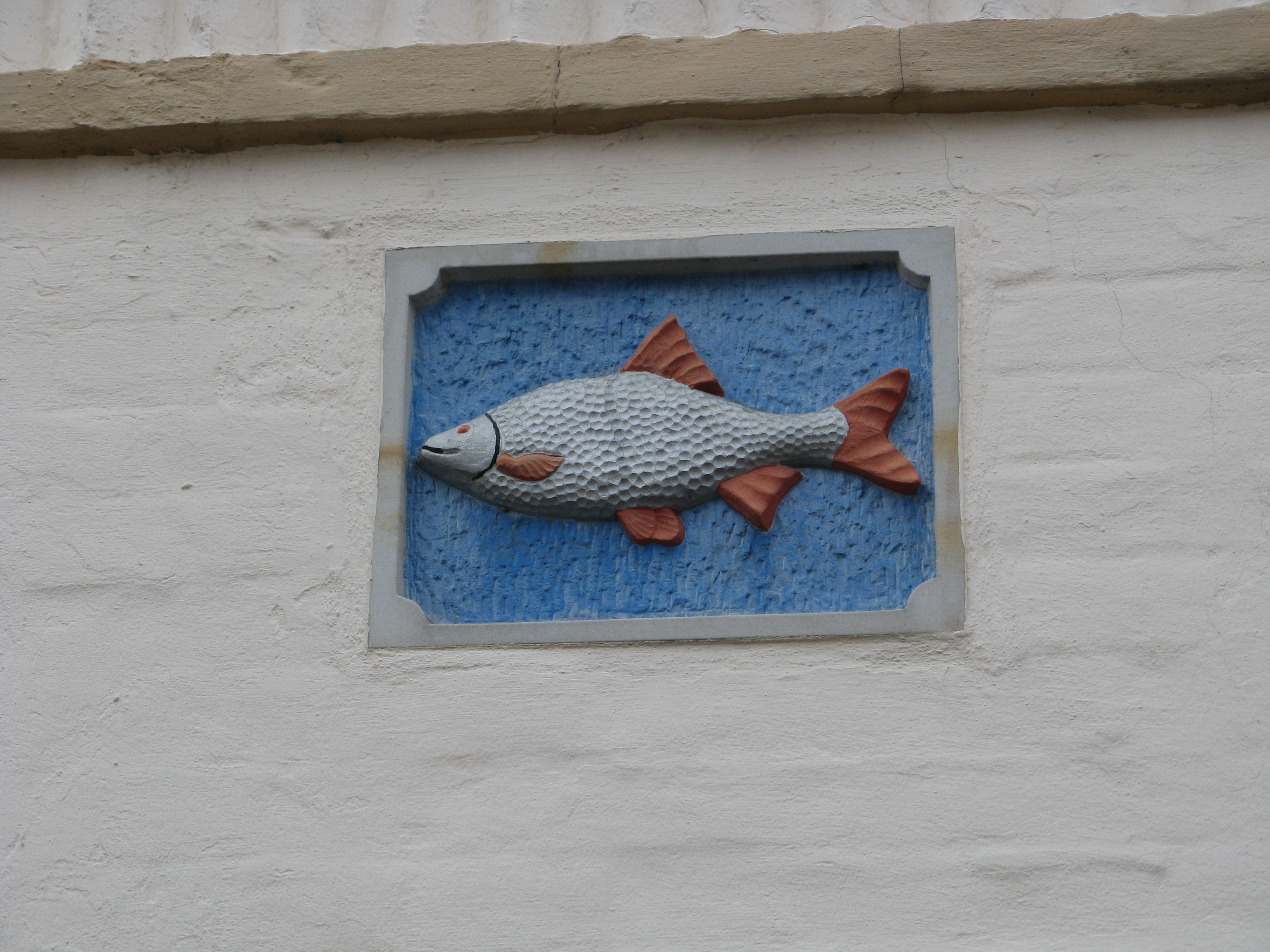
Einfaches Hauszeichen in Friedrichstadt

Bäuerliche Hauszeichen / Hausschilder in einem Odenwälder Dorf

Einfache Hauszeichen können, wie im Bild ein bestimmter Fisch, ein „roter Igel“, ein „Lindwurm“, ein großer Knochen oder ein im Zusammenhang einigermaßen eindeutiger Gegenstand sein, der z. B. in Eisen oder Blechform außen am Haus angebracht ist. Auch eine Wandzeichnung oder ein mit Ölfarbe auf ein Brett gemaltes Bild können ein Hauszeichen darstellen. Allgemein kann es detaillierter oder abstrakter gestaltet sein.

## Hausmarken in Wappen
Dem stark abstrakten Alphabet ähnlich sind die Elemente der in Wappen verwendeten Hausmarken anzusehen. Meist von einem senkrechten schmalen Grundelement, dem Schaft (kein Pfahl im heraldischen Sinne, allenfalls ein Stab), ausgehend, orientieren sich alle anderen Zeichen in Lage, Richtung und Länge und werden entsprechend mit Namen versehen. Daneben gibt es eine Vielzahl von Variationen, parallele Schäfte, gekreuzte Schäfte etc. Eine X-förmige Hausmarke mit horizontalem Querstrich wird als „schrägrechter Schaft mit gekreuztem schräglinken Schaft sowie einer Mittelkreuzsprosse auf dem Kreuzungspunkt beider Schäfte“ beschrieben, die Hagalrune oder das Hagalkreuz (ᚼ), ein Andreaskreuz (X) mit überlagertem Schaft (|), als „Schaft mit rechter und linker Mittelkreuzstrebe“.
Die Lage: am oberen Ende wird immer der Zusatz Kopf und am unteren Schaftende der Zusatz Fuß zum Hausmarkennamen gesetzt. Mittig ist Mittel, die anderen Positionen sind erhöht oder erniedrigt. Wird am Schaft rechts oder links angesetzt, so heißt die Position vordere oder hintere.
Die Form: halbe Länge des Schaftes sind Sprossen (waagerecht und durchgehend) und schräg verlaufende sind Streben bzw. Kreuzstreben, wenn beidseitig, nach unten Abstreben. Halbe Sprossen werden als solche genannt: vordere/hintere (oder rechte/linke) Mittelhalbsprosse. Rauten, Ring- und Kreisformen werden so bezeichnet: Ein Oberhalbkreisfuß ist ein oberer Halbkreis (Bogen) am Schaftende. Beidseitig schrägverlaufende werden als Göpel oder Sparren, bei zweien mit dem Vorsatz Doppel benannt: Ein Sparrenkopfschaft (Pfeilspitzenpfahl ist heraldisch inkorrekt, da ein Pfahl immer den Schildrand beidseitig berührt) ist ein Schaft mit pfeilförmigem oberem Abschluss, ein Sparrenfußschaft ein Schaft mit Sparrenende. Der Sparren kann auch gestürzt sein (V-förmig) (doppelt (M-förmig) oder gestürzt doppelt (W-förmig)). Schragenweise gelegte Elemente sind Schragensprossen. Bogenförmige Elemente entsprechend, z. B. Ankerfußschaft. Sind an den Sprossen winkelartige Haken angebracht, werden sie als nach oben und unten spitz abgewinkelte Sprossen beschrieben. Kleine Scheiben oder Ringe am Kopf oder Ende des Schaftes heißen Ringkopf/Knopfkopf oder Fußknopf/-ring, z. B. Sparrenkopfschaft mit Fußknopf, Ringkopfschaft mit Ankerfuß und Kreuzkopfsprosse (= Anker). Verbreitet sind auch die Vierkopfschafte mit einer 4 als Schaftkopf oder in gestürzter Form als Vierfuß. Die rechtwinkligen Enden der schräglaufenden Figuren werden, wenn nötig, wie bei den Sparren und Streben hier als rechtschnittig angegeben (Hausmarke im Wappen von Hiddensee).
Beispiel für ein Element an verschiedenen Positionen in waagerechter Lage zum Schaft:
Kopfsprosse (T) – Kopfkreuzsprosse (†) – erhöhte Mittelkreuzsprosse – Mittelkreuzsprosse – erniedrigte Mittelkreuzsprosse – Fußkreuzsprosse – Fußendsprosse.
Oberkopf(ab)strebe – Kopf(ab)strebe – erhöhte Mittel(ab)strebe – Mittel(ab)strebe – erniedrigte Mittel(ab)strebe – Fuß(ab)strebe – Unterfuß(ab)strebe.
Auch sind bei komplizierten Gebilden Eigennamen entstanden. Wichtig ist nur, dass aus der Beschreibung die Form unverwechselbar hervorgeht. Manche sind so nicht mehr nach heraldischen Regeln beschreibbar.

Hausmarken in Wappen
… hinten in Gold eine grüne Hausmarke mit gewendetem Vierkopfschaft und erniedrigter Mittelkreuzsprosse (Pügner)
… hinten in Silber eine rote Hausmarke, der Schaft mit vorderer Oberkopfabstrebe, hinterer Unterfußstrebe (Doppelhaken) und drei Mittelkreuzsprossen (Ebenau)
… hinten in Gold eine blaue Hausmarke mit Sparrenkopfschaft und zwei Mittelkreuzsprossen, obere erhöht, und vordere Fußabstrebe, alles rechtschnittig (Insel Hiddensee)
T-Kopfschaft oder Schaft mit Kopfsprosse (Mohrkirch)
… eine grüne Hausmarke mit Kreuzkopfvierfußschaft und erhöhter linker Mittelkreuzstrebe, Vierfuß hintenendig gekreuzt (Bernau am Chiemsee)
In Grün eine goldene Hausmarke in Form eines gestürzten, aus sechs Rauten bestehenden lateinischen Gitterkreuzes mit vergrößerter Raute an der Kreuzungsstelle (Großsolt)
In Rot ein silbernes Hauszeichen, im Obereck ein achtstrahliger goldener Stern (Kronach-Vogtendorf)
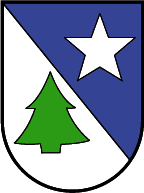
… im unteren silbernen Feld eine grüne Tanne in der Form einer alten Hausmarke (Blons AT)